# Чарльз Антробус
Сер Чарльз Джеймс Антробус (англ. Charles James Antrobus; 1933–2022) — генерал-губернатор Сент-Вінсент і Гренадин у 1996—2002 роках.

## Біографія
Чарльз Антробус працював в приватному секторі. 1 січня 1973 року його внесок у спільноту Сент-Вінсента нагороджений орденом Британської імперії.
1 січня 1996 року Антробус обійняв посаду генерал-губернатора Сент-Вінсент і Гренадини. 16 жовтня 1996 року був посвячений у Лицарі Великого Хреста ордена Святого Михайла і Святого Георгія.
Він помер 3 червня 2002 року під час лікування від лейкозу у Торонто. Виконувачкою обов'язків тимчасово стала Моніка Дейкон. У вересні 2002 року новим генерал-губернатором призначено Фредеріка Баллантайна.